# أنخيل لوبيز (لاعب كرة قدم)
أنخيل لوبيز (بالإسبانية: Ángel López Ramón)‏ هو لاعب كرة قدم إسباني، ولد في 17 فبراير 2003.